# Oscinimorpha minutissima
Oscinimorpha minutissima är en tvåvingeart som först beskrevs av Gabriel Strobl 1900.  Oscinimorpha minutissima ingår i släktet Oscinimorpha och familjen fritflugor. Arten är reproducerande i Sverige. Inga underarter finns listade i Catalogue of Life.